# Canthidium flavipes
Canthidium flavipes är en skalbaggsart som beskrevs av Edgar von Harold 1867. Canthidium flavipes ingår i släktet Canthidium och familjen bladhorningar. Inga underarter finns listade.